# Nannobisium beieri
Espèce
Nannobisium beieri est une espèce de pseudoscorpions de la famille des Syarinidae.

## Distribution
Cette espèce est endémique du Pará au Brésil. Elle se rencontre vers Santarém.

## Description
Nannobisium beieri mesure de 0,7 à 0,8 mm.

## Étymologie
Cette espèce est nommée en l'honneur de Max Beier.

## Publication originale
- Mahnert, 1979 : Pseudoskorpione (Arachnida) aus dem Amazonas-Gebiet (Brasilien). Revue Suisse de Zoologie, vol. 86, no 3, p. 719-810 (texte intégral).